# 하트 (상징)

하트

하트(영어: heart)는 영성, 정서, 도덕, 지능, 사랑 등을 의미하는 기호이다. 주로 빨간색 또는 분홍색을 사용한다. 또한 하트는 사랑을 나누고 좋아하는 감정을 보낼 때도 사용한다.

## 인코딩
| 기호 | 설명                              | HTML 코드                           | 알트 코드 |
| ---- | --------------------------------- | ----------------------------------- | --------- |
| ♡    | U + 2661 화이트 하트 슈트         | &#x2661; 또는 &#9825;               |           |
| ♥    | U + 2665 블랙 하트 슈트           | &#x2665; 또는 &#9829; 또는 &hearts; | Alt + 3   |
| ❤    | U + 2764 헤비 블랙 하트           | &#x2764;                            |           |
| ❥    | U + 2765 회전 헤비 블랙 하트 총알 | &#x2765;                            |           |
| ❣    | U + 2763 헤비 하트 느낌표 장식    | &#x2763;                            |           |
| 💑   | U + 1F491 하트가 있는 커플        | &#x1f491;                           |           |
| 💓   | U + 1F493 뛰는 심장               | &#x1f493;                           |           |
| 💔   | U + 1F494 부서진 하트             | &#x1f494;                           |           |
| 💕   | U + 1F495 하트 두 개              | &#x1f495;                           |           |
| 💖   | U + 1F496 스파클링 하트           | &#x1f496;                           |           |
| 💗   | U + 1F497 커지는 하트             | &#x1f497;                           |           |
| 💘   | U + 1F498 화살표가 있는 하트      | &#x1f498;                           |           |
| 💙   | U + 1F499 파란색 하트             | &#x1f499;                           |           |
| 💚   | U + 1F49A 초록색 하트             | &#x1f49a;                           |           |
| 💛   | U + 1F49B 노란색 하트             | &#x1f49b;                           |           |
| 💜   | U + 1F49C 보라색 하트             | &#x1f49c;                           |           |

## 같이 보기
- 이모지
- 이모티콘
- 사랑
- 하트블리드